# Епархия Парраматта
 Епархия Парраматта  (лат. Dioecesis Parramattensis) — епархия Римско-Католической церкви с центром в городе Парраматта, Австралия. Епархия Парраматта входит в митрополию Сиднея. Кафедральным собором епархии Парраматта является собор святого Патрика.

## История
8 апреля 1986 года Римский папа Иоанн Павел II выпустил буллу «Venerabilis Frater», которой учредил епархию Парраматта, выделив её из архиепархии Сиднея.

## Ординарии епархии
- епископ Bede Vincent Heather (1986—1997);
- епископ Kevin Michael Manning (1997—2010);
- епископ Энтони Колин Фишер (2010 — 18.09.2014), назначен архиепископом Сиднея;
  - Sede Vacante.

## Источник
- Annuario Pontificio, Libreria Editrice Vaticana, Città del Vaticano, 2003, ISBN 88-209-7422-3
- Булла Venerabilis Frater  (лат.)